# Madame Vastra, Jenny Flint y Strax
Madame Vastra,  Jenny Flint y Strax (a veces conocidos como el Equipo del Paternoster junto con el Doctor) son un trío de personajes recurrentes de la serie británica de ciencia ficción Doctor Who, creados por Steven Moffat, e interpretados respectivamente por Neve McIntosh, Catrin Stewart y Dan Starkey.
Los tres personajes debutaron en la sexta temporada moderna, en el episodio Un hombre bueno va a la guerra. Vastra y Jenny, una Silurian y una humana respectivamente, son un matrimonio del mismo sexo que vive en Londres en el siglo XIX, mientras que Strax, un Sontaran, aparece por primera vez como enfermero cuidando soldados heridos en otro planeta. El Undécimo Doctor recluta a los tres para que le ayuden a salvar a Amy Pond, pero a pesar del éxito del rescate, Strax parece morir en batalla. Sin embargo, Vastra y Jenny le resucitan un par de días más tarde en el "webisodio" The Battle of Demons Run: Two Days Later, y se convierte en su lacayo en el siglo XIX.
Desde su primera aparición, el trío ha aparecido varias veces para ayudar al Doctor, incluso llevando el papel protagonista en la primera mitad de El horror escarlata. También han protagonizado su propia novela, Devil in the Smoke,. y han aparecido en varios "minisodios" en línea. McIntosh ya había aparecido anteriormente interpretando a otras dos Silurians en La Tierra hambrienta y Sangre fría, que se revela que eran parientes de Vastra en Un hombre bueno va a la guerra.
Los tres personajes ganaron popularidad entre el público, atrayendo también la atención el hecho de un matrimonio del mismo sexo y entre especies.

## Biografía

### Historia de fondo
Vastra es una guerrera Silurian de la Tierra prehistórica que despertó de su hibernación en el siglo XIX cuando su guarida fue perturbada durante la construcción del Metro de Londres. Al principio enfurecida, y tras matar a cinco trabajadores, el Doctor la pacificó y al final ella superó el odio de su raza hacia los humanos para convertirse en parte de la sociedad londinense, y en detective ayudante de Scotland Yard, al estilo de Sherlock Holmes. Entre las aventuras que protagoniza fuera de pantalla está la captura de Jack el Destripador, a quien se come. Contrata a una doncella, Jenny Flint, que le ayuda en sus investigaciones y con quien finalmente se casa.
La historia dice que Jenny fue rechazada por su familia por su orientación sexual, y Vastra la salvó de unos atacantes, tomándola como empleada. El Doctor estaba presente en su primer encuentro, durante el cual él salvó la vida de Jenny. Ella muestra que ha adquirido formidables habilidades de combate cuerpo a cuerpo y con la espada. También se ha familiarizado con los conceptos del futuro que involucran tecnología.
Strax es un miembro de la raza alienígena guerrera de los Sontarans, obligado a servir como enfermero, curando a los heridos como castigo por ser derrotado por el Doctor durante la invasión Sontaran de la Tierra. En Un hombre bueno va a la guerra, él dice que tiene casi 12 años.

### En la serie
En su primera aparición en Un hombre bueno va a la guerra, los tres son elegidos entre otros por el Undécimo Doctor para que le ayuden a rescatar a Amy Pond de Madame Kovarian y la Orden de los Monjes sin Cabeza en la Huida del Demonio. Juntos luchan contra sus enemigos, y logran rescatar a Amy, pero Strax es herido mortalmente y parece morir tras decirle sus últimas palabras a Rory Williams.
En el episodio web The Battle of Demon's Run: Two Days Later, situado dos días después, Strax es reanimado por Vastra y Jenny después de que ellas curen sus heridas, y él se convierte en su lacayo en el siglo XIX.
Su siguiente aparición será en The Snowmen, intentando convencer al Doctor de que salga de su reclusión (en la que se ha metido tras perder a Amy y Rory en Los ángeles toman Manhattan). Ayudan a la futura acompañante del Doctor Clara Oswin Oswald a encontrarle para que les ayude en su lucha contra la Gran Inteligencia. Clara se cae desde gran altura y su muerte indirectamente ayuda al Doctor a derrotar a la Gran Inteligencia.
El trío, y especialmente Jenny, tendrán un papel protagonista en la primera mitad de El horror escarlata, ambientada en 1893, cuando investigan una serie de extrañas muertes. Viajan a Yorkshire, donde Jenny se infiltra en una sospechosa comunidad llamada Sweetville, liderada por la Sra. Gillyflower. Encuentra al Doctor, prisionero allí, y el trío se reúne para derrotar a Gillyflower saboteando el cohete que pretendía usar para envenenar el cielo. Descubren que Clara parece estar viva (aunque es la actual Clara Oswald, y no la Clara Oswin Oswald que habían conocido) pero el Doctor no les explica nada, ya que él mismo no puede explicarlo.
Los tres personajes reaparecen en el final de la séptima temporada moderna, El nombre del Doctor, donde organizan un encuentro onírico con Clara y River Song. Durante el encuentro, los tres son capturados por los Susurrantes, secuaces de la Gran Inteligencia, que los usa como cebo para traer al Doctor a su tumba en el planeta Trenzalore. Después que el Doctor llegue con Clara, la Gran Inteligencia se dispersa a lo largo de la línea temporal del Doctor para destruirle. Mientras cambia la historia, Jenny desaparece, y Vastra se ve obligada a matar a Strax cuando este la olvida. Después de que Clara entre en la línea temporal para salvar al Doctor y deshacer los cambios de la Gran Inteligencia a la historia, Jenny y Strax vuelven a la normalidad.

## Recepción

### Recepción de la crítica
Los tres personajes han encontrado una respuesta positiva de los críticos, que alabaron su química, así como el humor sobre Strax y sus hábitos de guerrero Sontaran, que añaden rarezas al contexto. Nick Setchfield de SFX calificó a Strax como "simplemente el lado bueno de agradar a la audiencia". Hablando de su primera aparición en Un hombre bueno va a la guerra, Dan Martin de The Guardian calificó al trio como "lo más perfecto del mismo, iluminando la pantalla en cada aparición". Calificó su regreso en Los muñecos de nieve de maravilloso, diciendo que Strax "robaba las escenas adorablemente". También dijo que "con la igualdad matrimonial tan de actualidad, la divina Vastra y Jenny sólo pueden dar cosas buenas apareciendo en las pantallas a la hora del té.

### Recepción del público
Tras su primera aparición en Un hombre bueno va a la guerra, Vastra y Jenny se convirtieron inmediatamente en personajes populares, con algunos fanes deseando un spin-off protagonizado por ellas (sin contar en ese momento a Strax, a quien se creía muerto y porque en su primera aparición no tuvo mucha relación con Vastra y Jenny). Moffat, aunque feliz por el entusiasmo hacia los personajes, dijo que no tenía tiempo de trabajar en un programa de ese tipo.
Matt Smith, intérprete del Undécimo Doctor en la serie, mostró su apoyo a la idea de un spin-off de la serie protagonizado por Vastra, Jenny y Strax.